# José Quirino
José Quirino (* 19. April 1968 in Tijuana) ist ein ehemaliger mexikanischer Boxer im Superfliegengewicht.

## Profikarriere
1986 begann Quirino seine Profikarriere. Am 22. Februar 1992 boxte er gegen Jose Ruiz um den Weltmeistertitel des Verbandes WBO und siegte durch einstimmige Punktrichterentscheidung. Diesen Titel verlor er allerdings bereits in seiner ersten Titelverteidigung im September desselben Jahres an Johnny Bredahl nach Punkten.
1997 beendete Quirino nach 36 Siegen und 22 Niederlagen seine Karriere.